# Okręg wyborczy nr 20 do Sejmu Rzeczypospolitej Polskiej (1993–2001)
Okręg wyborczy nr 20 do Sejmu Rzeczypospolitej Polskiej (1993–2001) obejmował województwo koszalińskie. W ówczesnym kształcie został utworzony w 1993. Wybieranych było w nim 5 posłów w systemie proporcjonalnym.
Siedzibą okręgowej komisji wyborczej był Koszalin.

## Wyniki wyborów
| Podział 5 mandatów: SLD: 3 PSL: 1 UD: 1 |

| Podział 5 mandatów: SLD: 3 UW: 1 AWS: 1 |

## Reprezentanci okręgu
| Sejm | Rok  | Poseł KW                            | Poseł KW                            | Poseł KW                            | Poseł KW                            | Poseł KW                            | Poseł KW                            | Poseł KW                            | Poseł KW                            | Poseł KW                            | Poseł KW                            |
| ---- | ---- | ----------------------------------- | ----------------------------------- | ----------------------------------- | ----------------------------------- | ----------------------------------- | ----------------------------------- | ----------------------------------- | ----------------------------------- | ----------------------------------- | ----------------------------------- |
| II   | 1993 |                                     | R. Ulicki SLD                       |                                     | Z. Wilczyńska SLD                   |                                     | W. Wójcik UD                        |                                     | W. Święs PSL                        |                                     | S. Jurgielaniec SLD                 |
| III  | 1997 |                                     | R. Ulicki SLD                       | J. Madej UW                         | Z. Wilczyńska SLD                   |                                     | M. Goliński AWS                     |                                     |                                     |                                     | S. Jurgielaniec SLD                 |
| IV   | 2001 | okręg zniesiony – patrz okręg nr 40 | okręg zniesiony – patrz okręg nr 40 | okręg zniesiony – patrz okręg nr 40 | okręg zniesiony – patrz okręg nr 40 | okręg zniesiony – patrz okręg nr 40 | okręg zniesiony – patrz okręg nr 40 | okręg zniesiony – patrz okręg nr 40 | okręg zniesiony – patrz okręg nr 40 | okręg zniesiony – patrz okręg nr 40 | okręg zniesiony – patrz okręg nr 40 |

### Wybory parlamentarne 1993
| Komitet wyborczy                                      | Komitet wyborczy                                     | Głosów | %     | Mandaty | Wybrani posłowie                                       |
| ----------------------------------------------------- | ---------------------------------------------------- | ------ | ----- | ------- | ------------------------------------------------------ |
|                                                       | Sojusz Lewicy Demokratycznej                         | 46 710 | 25,21 | 3       | Ryszard Ulicki, Zofia Wilczyńska, Seweryn Jurgielaniec |
|                                                       | Samoobrona – Leppera                                 | 25 812 | 13,93 | –       |                                                        |
|                                                       | Polskie Stronnictwo Ludowe                           | 20 696 | 11,17 | 1       | Władysław Święs                                        |
|                                                       | Unia Demokratyczna                                   | 20 036 | 10,81 | 1       | Wiesław Wójcik                                         |
|                                                       | Unia Pracy                                           | 13 508 | 7,29  | –       |                                                        |
|                                                       | Konfederacja Polski Niepodległej                     | 7739   | 4,18  | –       |                                                        |
|                                                       | Bezpartyjny Blok Wspierania Reform                   | 7629   | 4,12  | –       |                                                        |
|                                                       | Katolicki Komitet Wyborczy „Ojczyzna”                | 7386   | 3,99  | –       |                                                        |
|                                                       | Porozumienie Centrum                                 | 6619   | 3,57  | –       |                                                        |
|                                                       | Kongres Liberalno-Demokratyczny                      | 5977   | 3,23  | –       |                                                        |
|                                                       | Niezależny Samorządny Związek Zawodowy „Solidarność” | 5677   | 3,06  | –       |                                                        |
|                                                       | Partia X                                             | 5358   | 2,89  | –       |                                                        |
|                                                       | Unia Polityki Realnej                                | 5153   | 2,78  | –       |                                                        |
|                                                       | Koalicja dla Rzeczypospolitej                        | 3677   | 1,98  | –       |                                                        |
|                                                       | Polskie Stronnictwo Ludowe – Porozumienie Ludowe     | 3336   | 1,80  | –       |                                                        |
| Frekwencja: 53,16% Źródło: Państwowa Komisja Wyborcza |                                                      |        |       |         |                                                        |

Poniższa tabela przedstawia podział mandatów dla komitetów wyborczych na podstawie uzyskanych głosów, a następnie obliczonych ilorazów wyborczych na podstawie metody D’Hondta.
| Podział mandatów dla komitetów wyborczych na podstawie metody D’Hondta | Podział mandatów dla komitetów wyborczych na podstawie metody D’Hondta | Podział mandatów dla komitetów wyborczych na podstawie metody D’Hondta | Podział mandatów dla komitetów wyborczych na podstawie metody D’Hondta | Podział mandatów dla komitetów wyborczych na podstawie metody D’Hondta | Podział mandatów dla komitetów wyborczych na podstawie metody D’Hondta | Podział mandatów dla komitetów wyborczych na podstawie metody D’Hondta | Podział mandatów dla komitetów wyborczych na podstawie metody D’Hondta | Podział mandatów dla komitetów wyborczych na podstawie metody D’Hondta | Podział mandatów dla komitetów wyborczych na podstawie metody D’Hondta |
| Komitet wyborczy                                                       | Komitet wyborczy                                                       | Liczba głosów                                                          | Iloraz wyborczy                                                        | Iloraz wyborczy                                                        | Iloraz wyborczy                                                        | Iloraz wyborczy                                                        | Iloraz wyborczy                                                        | Mandaty                                                                | TP                                                                     |
| Komitet wyborczy                                                       | Komitet wyborczy                                                       | Liczba głosów                                                          | /1                                                                     | /2                                                                     | /3                                                                     | /4                                                                     | /5                                                                     | Mandaty                                                                | TP                                                                     |
| ---------------------------------------------------------------------- | ---------------------------------------------------------------------- | ---------------------------------------------------------------------- | ---------------------------------------------------------------------- | ---------------------------------------------------------------------- | ---------------------------------------------------------------------- | ---------------------------------------------------------------------- | ---------------------------------------------------------------------- | ---------------------------------------------------------------------- | ---------------------------------------------------------------------- |
|                                                                        | Sojusz Lewicy Demokratycznej                                           | 46 710                                                                 | 46 710                                                                 | 23 355                                                                 | 15 570                                                                 | 11 678                                                                 | 9342                                                                   | 3                                                                      | 2,01                                                                   |
|                                                                        | Polskie Stronnictwo Ludowe                                             | 20 696                                                                 | 20 696                                                                 | 10 348                                                                 | 6899                                                                   | 5174                                                                   | 4139                                                                   | 1                                                                      | 0,89                                                                   |
|                                                                        | Unia Demokratyczna                                                     | 20 036                                                                 | 20 036                                                                 | 10 018                                                                 | 6679                                                                   | 5009                                                                   | 4007                                                                   | 1                                                                      | 0,86                                                                   |
|                                                                        | Unia Pracy                                                             | 13 508                                                                 | 13 508                                                                 | 6754                                                                   | 4503                                                                   | 3377                                                                   | 2702                                                                   | 0                                                                      | 0,58                                                                   |
|                                                                        | Konfederacja Polski Niepodległej                                       | 7739                                                                   | 7739                                                                   | 3870                                                                   | 2580                                                                   | 1935                                                                   | 1548                                                                   | 0                                                                      | 0,33                                                                   |
|                                                                        | Bezpartyjny Blok Wspierania Reform                                     | 7629                                                                   | 7629                                                                   | 3815                                                                   | 2543                                                                   | 1907                                                                   | 1526                                                                   | 0                                                                      | 0,33                                                                   |
| Ogółem                                                                 | Ogółem                                                                 | 116 318                                                                | —                                                                      | —                                                                      | —                                                                      | —                                                                      | —                                                                      | 5                                                                      | 5                                                                      |

### Wybory parlamentarne 1997
| Komitet wyborczy                                      | Komitet wyborczy                          | Głosów | %     | Mandaty | Wybrani posłowie                                       |
| ----------------------------------------------------- | ----------------------------------------- | ------ | ----- | ------- | ------------------------------------------------------ |
|                                                       | Sojusz Lewicy Demokratycznej              | 57 048 | 36,11 | 3       | Ryszard Ulicki, Zofia Wilczyńska, Seweryn Jurgielaniec |
|                                                       | Akcja Wyborcza Solidarność                | 35 099 | 22,22 | 1       | Marian Goliński                                        |
|                                                       | Unia Wolności                             | 22 470 | 14,22 | 1       | Jerzy Madej                                            |
|                                                       | Unia Pracy                                | 7771   | 4,92  | –       |                                                        |
|                                                       | Polskie Stronnictwo Ludowe                | 6877   | 4,35  | –       |                                                        |
|                                                       | Ruch Odbudowy Polski                      | 6840   | 4,33  | –       |                                                        |
|                                                       | Krajowa Partia Emerytów i Rencistów       | 4274   | 2,71  | –       |                                                        |
|                                                       | Blok dla Polski                           | 3461   | 2,19  | –       |                                                        |
|                                                       | Krajowe Porozumienie Emerytów i Rencistów | 3063   | 1,94  | –       |                                                        |
|                                                       | Unia Prawicy Rzeczypospolitej             | 2842   | 1,80  | –       |                                                        |
|                                                       | Przymierze Samoobrona                     | 1456   | 0,92  | –       |                                                        |
| Frekwencja: 41,70% Źródło: Państwowa Komisja Wyborcza |                                           |        |       |         |                                                        |

Poniższa tabela przedstawia podział mandatów dla komitetów wyborczych na podstawie uzyskanych głosów, a następnie obliczonych ilorazów wyborczych na podstawie metody D’Hondta.
| Podział mandatów dla komitetów wyborczych na podst. metody D’Hondta | Podział mandatów dla komitetów wyborczych na podst. metody D’Hondta | Podział mandatów dla komitetów wyborczych na podst. metody D’Hondta | Podział mandatów dla komitetów wyborczych na podst. metody D’Hondta | Podział mandatów dla komitetów wyborczych na podst. metody D’Hondta | Podział mandatów dla komitetów wyborczych na podst. metody D’Hondta | Podział mandatów dla komitetów wyborczych na podst. metody D’Hondta | Podział mandatów dla komitetów wyborczych na podst. metody D’Hondta | Podział mandatów dla komitetów wyborczych na podst. metody D’Hondta | Podział mandatów dla komitetów wyborczych na podst. metody D’Hondta |
| Komitet wyborczy                                                    | Komitet wyborczy                                                    | Liczba głosów                                                       | Iloraz wyborczy                                                     | Iloraz wyborczy                                                     | Iloraz wyborczy                                                     | Iloraz wyborczy                                                     | Iloraz wyborczy                                                     | Mandaty                                                             | TP                                                                  |
| Komitet wyborczy                                                    | Komitet wyborczy                                                    | Liczba głosów                                                       | /1                                                                  | /2                                                                  | /3                                                                  | /4                                                                  | /5                                                                  | Mandaty                                                             | TP                                                                  |
| ------------------------------------------------------------------- | ------------------------------------------------------------------- | ------------------------------------------------------------------- | ------------------------------------------------------------------- | ------------------------------------------------------------------- | ------------------------------------------------------------------- | ------------------------------------------------------------------- | ------------------------------------------------------------------- | ------------------------------------------------------------------- | ------------------------------------------------------------------- |
|                                                                     | Sojusz Lewicy Demokratycznej                                        | 57 048                                                              | 57 048                                                              | 28 524                                                              | 19 016                                                              | 14 262                                                              | 11 410                                                              | 3                                                                   | 2,22                                                                |
|                                                                     | Akcja Wyborcza Solidarność                                          | 35 099                                                              | 35 099                                                              | 17 550                                                              | 11 700                                                              | 8775                                                                | 7020                                                                | 1                                                                   | 1,37                                                                |
|                                                                     | Unia Wolności                                                       | 22 470                                                              | 22 470                                                              | 11 235                                                              | 7490                                                                | 5618                                                                | 4494                                                                | 1                                                                   | 0,88                                                                |
|                                                                     | Polskie Stronnictwo Ludowe                                          | 6877                                                                | 6877                                                                | 3439                                                                | 2292                                                                | 1719                                                                | 1375                                                                | 0                                                                   | 0,27                                                                |
|                                                                     | Ruch Odbudowy Polski                                                | 6840                                                                | 6840                                                                | 3420                                                                | 2280                                                                | 1710                                                                | 1368                                                                | 0                                                                   | 0,27                                                                |
| Ogółem                                                              | Ogółem                                                              | 128 334                                                             | —                                                                   | —                                                                   | —                                                                   | —                                                                   | —                                                                   | 5                                                                   | 5                                                                   |